# Francesco Cagnola (politico)
Francesco Emilio Cagnola (Cassano Magnago, 30 ottobre 1828 – Lodi, 8 marzo 1913) è stato un avvocato, giornalista e politico italiano.

## Biografia
Laureato in giurisprudenza a Pavia, avvocato con studi nella stessa città, Milano e Lodi, è stato consigliere comunale, assessore e sindaco di Lodi, consigliere provinciale di Milano e Pavia, membro della deputazione provinciale di Pavia. Ha collaborato col quotidiano Gazzetta della Provincia di Lodi e Crema e partecipato alla fondazione del settimanale Corriere dell'Adda di Lodi. Promotore del crematorio lodigiano ha fondato e presieduto la società lodigiana di cremazione "Paolo Gorini".